# Noius noumeanus
Noius noumeanus là một loài côn trùng trong họ Hemerobiidae thuộc bộ Neuroptera. Loài này được Kimmins miêu tả năm 1958.